# جيمس جي. كرشتون
جيمس جي. كرشتون هو سياسي أمريكي، (و. 1893 – 1954 م).